# Comarca Abona
Die Comarca Abona ist eine der 15 Comarcas in der Provinz Santa Cruz de Tenerife.
Die im Süden der Insel Teneriffa gelegene Comarca umfasst fünf Gemeinden auf einer Fläche von 484,61 km².

## Gemeinden
| Gemeinde            | Einwohner (2024) | Fläche km² | Dichte Einw./km² | Cod INE | Postleitzahl                                  |
| ------------------- | ---------------- | ---------- | ---------------- | ------- | --------------------------------------------- |
| Arico               | 9.120            | 178,76     | 51               | 38005   | 38580, 38588, 38589, 38592, 38593             |
| Fasnia              | 3.066            | 45,11      | 68               | 38012   | 38570, 38579                                  |
| Granadilla de Abona | 57.143           | 162,44     | 352              | 38017   | 38594, 38595, 38600–38612, 38616–38618, 38639 |
| San Miguel de Abona | 23.138           | 42,04      | 550              | 38035   | 38620, 38628, 38629, 38639                    |
| Vilaflor            | 1.871            | 56,26      | 33               | 38052   | 38613–38615, 38629                            |
| Comarca Abona       | 94.338           | 484,61     | 195              | –       | –                                             |

## Nachweise
1. ↑  Instituto Nacional de Estadística Municipal Register of Spain
2. ↑  Regionen und Großregionen der Kanarischen Inseln, territoriale Abgrenzungen für statistische Zwecke